# Saint-Amans-de-Pellagal
Saint-Amans-de-Pellagal ist eine französische Gemeinde mit 214 Einwohnern (Stand: 1. Januar 2022) im Département Tarn-et-Garonne in der Region Okzitanien. Sie gehört zum Arrondissement Castelsarrasin und zum Kanton Pays de Serres Sud-Quercy. Sie grenzt im Nordwesten an Montagudet, im Norden und im Osten an Lauzerte, im Südosten an Cazes-Mondenard, im Süden an Durfort-Lacapelette und im Westen an Montbarla.

## Bevölkerungsentwicklung
| Jahr      | 1962 | 1968 | 1975 | 1982 | 1990 | 1999 | 2008 | 2015 |
| --------- | ---- | ---- | ---- | ---- | ---- | ---- | ---- | ---- |
| Einwohner | 321  | 295  | 268  | 232  | 224  | 206  | 239  | 212  |

## Sehenswürdigkeiten

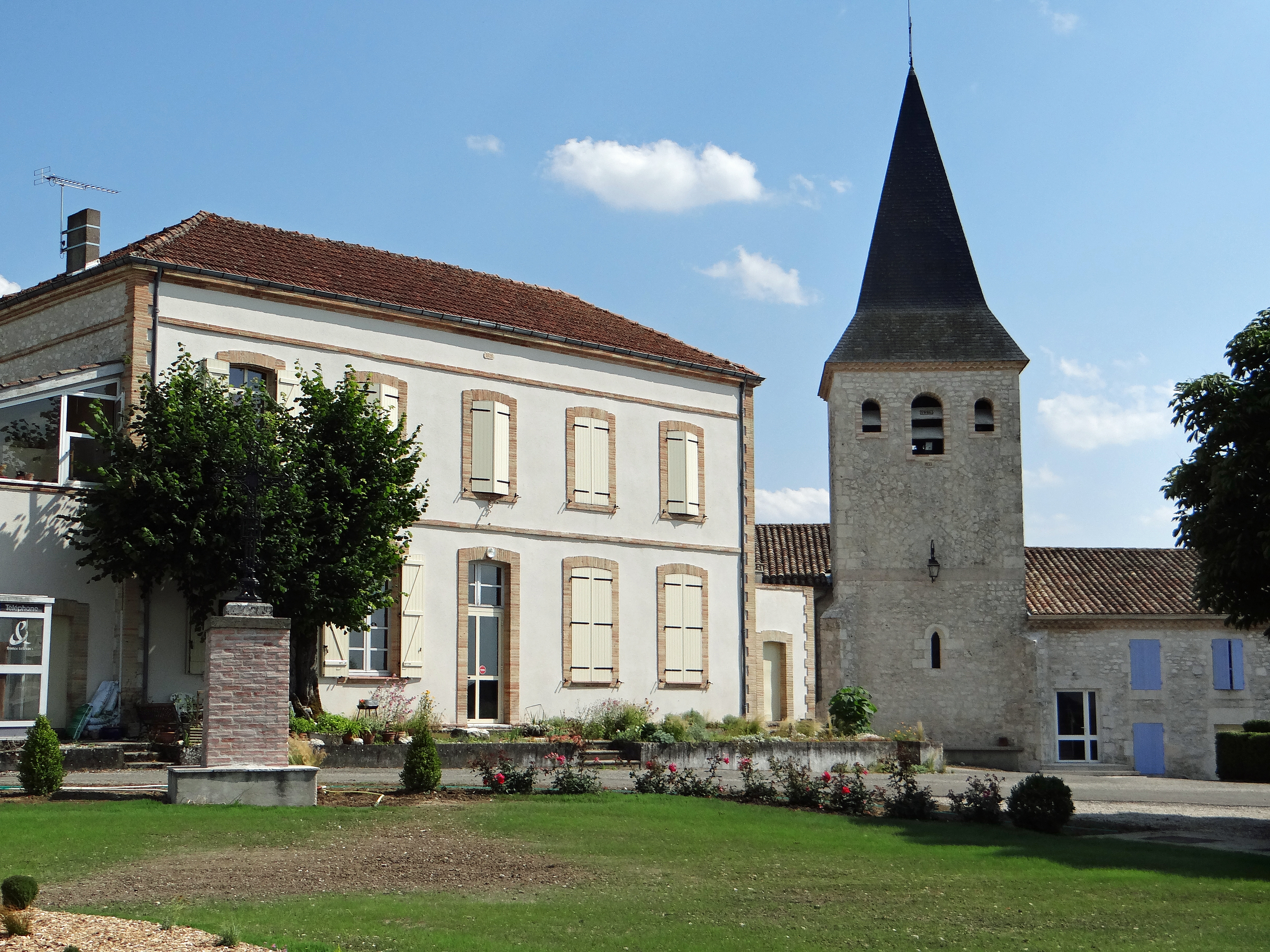
Kirche Saint-Amans

- Kirche Saint-Amans